# Chimioprévention
La chimioprévention (chemoprevention en anglais), appelée aussi chimioprophylaxie, est une technique de prophylaxie consistant à administrer à une personne des médicaments, vitamines, minéraux ou autres produits pour diminuer son risque de développer une maladie donnée, souvent un cancer.

## Exemples
- Chimioprévention du cancer du côlon par l'aspirine ou du curcuma, du cancer du sein par le tamoxifène, des maladies cardiovasculaires par les oméga-3.